# Grönaxtillandsia
Grönaxtillandsia (Tillandsia streptophylla) är en art inom familjen ananasväxter. Arten förekommer naturligt i Centralamerika, från  Mexiko till Costa Rica. Arten odlas som rumsväxt i Sverige.

## Synonymer
- Tillandsia circinnata Schltdl.
- Tillandsia tortilis Brongn. ex E. Morren
- Vriesea streptophylla (Scheidw. ex E. Morren) E. Morren